# David Merlini
David Merlini é um escapista húngaro, recordista mundial de apneia. 
Ele suportou 10 minutos e 17 segundos embaixo d'água.

## Fonte
- Revista Mundo Estranho, dezembro de 2007.